# ネットピア
ネットピアは、学習研究社（現 学研ホールディングス）が発行したパソコン通信の雑誌。創刊号は1992年7月号。当初は隔月刊で、1994年より月刊となった。
創刊当時には、インターネットはまだ一般に普及されておらず、パソコン通信の情報を提供していた。主にビジネスマン層がターゲットであり、ゲームなどのヤングアダルト向けのホビー情報はほとんどなかった。
毎号の付録にPC-9801用3.5インチフロッピーディスクがついて来ており、パソコン通信上で流通している自由ソフトウェアや、アンチウィルスソフト「スキャンワクチン」の体験版などが収録されていた。
1994年にリニューアルし、その後はインターネットが話題の中心となったが、1997年1月号を最後に休刊した。